# Séléna Janicijevic
Séléna Janicijevic, née le 23 juillet 2002 à Nogent-sur-Marne, est une joueuse de tennis française, professionnelle depuis 2019.

## Carrière

### Débuts prometteurs chez les juniors
Val-de-Marnaise de naissance et ayant des origines serbes, Séléna Janicijevic débute le tennis à l'âge de 6 ans à Champs-sur-Marne en Seine-et-Marne,. Subséquemment, elle évolue en Seine-Saint-Denis. À partir de ses 12 ans, elle est entraînée par Nasser Cheurf.
En 2018, associée à Aubane Droguet, la Francilienne est sacrée championne de France en double juniors.

### Invitation à Roland-Garros à l'âge de 16 ans
En 2019, alors âgée de 16 ans, elle bénéficie d'une invitation directe pour le tableau principal de Roland-Garros. Ce choix de la Fédération française de tennis fait parler puisque c'est la première fois qu'une joueuse n'ayant jamais été classée à la WTA dispute un tableau final de Grand Chelem, Janicijevic ayant jusque-là pris part à seulement deux matches au niveau ITF et n'étant classée que 29e mondiale en juniors. La joueuse junior s'incline au 1er tour face à Iga Świątek, qui dispute elle aussi son premier match dans le tableau final dames du tournoi.
En septembre, associée à Aubane Droguet, les deux joueuses atteignent la finale du tournoi de double juniors de l'US Open. Elle remporte 15 titres sur le circuit ITF Junior dont 11 en double.

### Carrière chez les professionnels
En 2021, Séléna Janicijevic remporte son premier tournoi professionnel en s'imposant lors de l'ITF de Knokke.
Fin octobre 2022, elle se blesse au poignet gauche, ce qui met un terme à une saison prolifique pour la joueuse avec notamment cinq titres sur le circuit ITF, dont une victoire en France en s'adjugeant l'Open du Périgord en juin.
Début 2023, elle s'extirpe des qualifications de l'Open d'Australie en battant Jodie Burrage, intégrant pour la 2e fois de sa carrière le tableau final d'un Grand Chelem. La Française s'incline ensuite au 1er tour. De nouveau invitée pour disputer le tableau principal de Roland-Garros, elle est vaincue au 1er tour par Océane Dodin qu'elle avait pourtant battu à Strasbourg la semaine précédente. Sur le circuit secondaire, Séléna Janicijevic performe en Amérique du Sud avec trois titres acquis en Colombie, Argentine et Brésil.
En juillet 2024, elle est demi-finaliste du WTA 125 de Contrexéville. La semaine suivante, issue des qualifications, la joueuse atteint pour la première fois les quarts de finale d'un tournoi WTA 250 à Iași, où elle s'incline contre Chloé Paquet.
En fin d'année, elle parvient, avec sa partenaire russe Erika Andreeva en finale de l'épreuve de double du tournoi WTA 125 de Limoges remporté par ses compatriotes Elsa Jacquemot / Margaux Rouvroy.

## Caractéristiques de son jeu
En 2019, L'Équipe estime que Séléna Janicijevic possède un jeu « atypique », avec « un mélange de revers chipés, de montées à contre-temps et de nombreux décalages coup droit ».

## Palmarès

### Finale en double en WTA 125
| No | Date       | Nom et lieu du tournoi      | Catégorie | Dotation  | Surface    | Vainqueures                    | Partenaire     | Score    |          |
| -- | ---------- | --------------------------- | --------- | --------- | ---------- | ------------------------------ | -------------- | -------- | -------- |
| 1  | 09-12-2024 | Open BLS de Limoges Limoges | WTA 125   | 115 000 $ | Dur (int.) | Elsa Jacquemot Margaux Rouvroy | Erika Andreeva | 6-4, 6-3 | Parcours |

## Parcours en Grand Chelem

### En simple dames
| Année | Open d'Australie | Open d'Australie | Internationaux de France | Internationaux de France | Wimbledon | Wimbledon        | US Open | US Open         |
| ----- | ---------------- | ---------------- | ------------------------ | ------------------------ | --------- | ---------------- | ------- | --------------- |
| 2019  | —                | —                | 1er tour (1/64)          | Iga Świątek              | —         | —                | —       | —               |
| 2020  | —                | —                | Q1                       | G. Gatto-Monticone       | —         | —                | —       | —               |
| 2021  | —                | —                | Q1                       | V. Hrunčáková            | —         | —                | —       | —               |
| 2022  | —                | —                | Q2                       | Irina Bara               | —         | —                | Q1      | Rebeka Masarova |
| 2023  | 1er tour (1/64)  | Kaja Juvan       | 1er tour (1/64)          | Océane Dodin             | Q1        | Noma Noha Akugue | —       | —               |
| 2024  | Q1               | Carole Monnet    | Q1                       | Jana Fett                | Q2        | Eva Lys          | Q2      | Lea Bošković    |
| 2025  | Q3               | Léolia Jeanjean  | Q1                       | Wang Xiyu                | Q2        | Petra Martić     |         |                 |

N.B. : à droite du résultat se trouve le nom de l'ultime adversaire.

### En double dames
| Année | Open d'Australie | Open d'Australie | Internationaux de France                                                                | Internationaux de France | Wimbledon | Wimbledon | US Open | US Open |
| ----- | ---------------- | ---------------- | --------------------------------------------------------------------------------------- | ------------------------ | --------- | --------- | ------- | ------- |
| 2019  | —                | —                | 1er tour (1/32) A. Droguet \|\| style="text-align:left;" \| O. Kalashnikova R. Peterson | —                        | —         | —         | —       |         |
| 2020  | —                | —                | 1er tour (1/32) A. Droguet \|\| style="text-align:left;" \| C. Gauff C. McNally         | —                        | —         | —         | —       |         |
| 2021  | —                | —                | 1er tour (1/32) A. Droguet \|\| style="text-align:left;" \| B. Mattek-Sands I. Świątek  | —                        | —         | —         | —       |         |
| 2022  | —                | —                | 1er tour (1/32) E. Jacquemot \|\| style="text-align:left;" \| A. Muhammad E. Shibahara  | —                        | —         | —         | —       |         |

N.B. : le nom de la partenaire se trouve sous le résultat ; le nom des ultimes adversaires se trouve à droite.

## Classements WTA en fin de saison
| Année          | 2019 | 2020 | 2021 | 2022 | 2023 | 2024 |
| Rang en simple | 916  | 765  | 611  | 183  | 274  | 169  |
| Rang en double | 1160 | 597  | 587  | 761  | 1506 | 567  |

Source : (en) Classements de Séléna Janicijevic sur le site officiel de la Fédération internationale de tennis